# Gotthard Tobias Tielemann
Gotthard Tobias Tielemann (* 11. Oktoberjul. / 22. Oktober 1773greg. in Krüdnershof (estnisch Krüüdneri), in der heutigen Gemeinde Kanepi, Gouvernement Livland; † 27. Dezember 1846jul. / 8. Januar 1847greg. in Riga) war ein deutsch-baltischer Schriftsteller, Stadtbibliothekar in Riga sowie russischer Titularrat.

## Leben
Gotthard Tobias war der Sohn des Landwirts und Müllers Johann Matthias Tielemann. Er erhielt zunächst häuslichen Unterricht und besuchte dann von 1789 bis 1794 die Domschule am Dom zu Riga. Tielemann erteilte von 1792 bis 1795 Privatunterricht im Haus von Johann Samuel von Hollander. Vom Jahr 1795 (andere Quellen 1794) bis 1798 studierte er Philosophie und Theologie in Jena. Zurück in Riga fand er im Stadtministerium sowie erneut als Privatlehrer bei der Familie Hollander Anstellung. Seit 1805 war er zudem auch Stadtbibliothekar. In den Jahren 1808 bis 1820 arbeitete er als Lehrer und von 1820 bis 1829 als Inspekteur der Ersten Kreis- und Domschule Riga. 1826 erfolgte seine Ernennung zum Titularrat, was nach Rangtabelle (9. Stufe) mit der Hebung in den Adelstand mit der Anrede „Wohlgeboren“ verbunden war.
Seit 1817 war er Mitglied der Kurländischen Gesellschaft für Literatur und Kunst, war ebenfalls Mitglied der Gesellschaft für Geschichte und Altertumskunde zu Riga sowie der Literärisch-praktischen Bürger-Verbindung.
Tielemann vermählte sich 1817 mit Charlotte Sophie Rüben.

## Werke
Neben zahlreichen Gedichten und kulturgeschichtlichen Aufsätzen bzw. Abhandlungen zeichnete er als Autor und Herausgeber verantwortlich für:
- Geschichte der Schwarzen Häupter in Riga nebst einer Beschreibung des Arthurhofes und seiner Denkwürdigkeiten. Häcker, Amsterdam 1970, ISBN 90-6129-101-1. (= Neudruck der Ausgabe Riga 1831)
- Livona's Blumenkranz: Erstes Bandchen: Mit Funf Kupfern, Volume 1, Gebundene Ausgabe – 18. September 2015. Auch als E-Book erhältlich.
- Livona; ein historisch-poetisches Taschenbuch für die deutsch-russischen Ostseeprovinzen. Riga, 1812, 1816.